# Chris Evans (skådespelare)
Christopher Robert Evans född 13 juni 1981 i Boston i Massachusetts, är en amerikansk skådespelare och regissör.
Evans är främst känd för sin roll som superhjälten Captain America / Steve Rogers i Marvel Cinematic Universe-filmerna och som Johnny Storm / Human Torch i Fantastic Four (2005) samt uppföljaren Fantastic Four: Rise of the Silver Surfer (2007).
Han har även skådespelat i bland annat Not Another Teen Movie (2001), Sunshine (2007), The Nanny Diaries (2007), Street Kings (2008), Scott Pilgrim vs. the World (2010), What's Your Number? (2011), Gifted (2017), Knives Out (2019) och Defending Jacob (2020). Evans har regisserat en romantisk dramafilm: Before We Go (2014).

## Biografi

### Bakgrund
Christopher "Chris" Evans är född i Boston i Massachusetts,och han är son till Lisa, dansare, och Bob Evans, tandläkare. Han har en äldre syster, Carly, en yngre syster, Shanna och en yngre bror, Scott Evans. Han har italienskt och irländskt påbrå och är uppväxt som katolik. Evans tog examen från Lincoln-Sudbury High School 1999 och det var tänkt att han skulle studera vid New York University efter att han gått ut High School.

### Karriär
Efter High School åkte Evans till New York där han började på en agenturbyrå och tog en sommarkurs i skådespeleri. Samma sommar mötte han en agent som hjälpte honom att börja sin karriär som skådespelare. Han hade små roller i TV-serier som tex. Boston Public och The Fugitive och en roll i serien Opposite Sex innan han fick sin första större roll som Jake Wyler i Not Another Teen Movie.
Efter detta fick han flera huvudroller i filmer, som The Perfect Score och Final Call. En av de mer uppmärksammade rollerna han spelat är som Johnny Storm i Fantastic Four-filmerna. Han har även medverkat i sci-fi-filmen Sunshine.
Under 2008 gjorde han en film tillsammans med Keanu Reeves, i Street Kings. Evans har också medverkat i sci-fi-thrillern Push tillsammans med Dakota Fanning och Camilla Belle.
År 2010 antog Evans rollen som superhjälten Captain America / Steve Rogers för Marvel Cinematic Universe.
Evans har skådespelat som Captain America / Steve Rogers i totalt tolv verk, elva filmer och ett videospel: Captain America: The First Avenger (2011), The Avengers (2012), Captain America: The Winter Soldier (2014), Avengers: Age of Ultron (2015), Ant-Man (2015) Captain America: Civil War (2016), Avengers: Infinity War (2018) och Avengers: Endgame (2019). Dessutom dyker Evans upp i en cameoroll i filmerna Thor: The Dark World (2013), Spiderman: Homecoming (2017) och Captain Marvel (2019) producerade av Marvel Cinematic Universe.

## Filmografi

### Film
| År   | Titel                                     | Roll                           | Noteringar |
| ---- | ----------------------------------------- | ------------------------------ | --- |
| 2000 | The Newcomers                             | Judd                           | |
| 2001 | Not Another Teen Movie                    | Jake Wyler                     | |
| 2003 | The Paper Boy                             | Ben Harris                     | Kortfilm |
| 2004 | The Perfect Score                         | Kyle                           | |
| 2004 | Cellular                                  | Ryan                           | |
| 2005 | Fierce People                             | Bryce Langley                  | |
| 2005 | Fantastic Four                            | Johnny Storm / Human Torch     | |
| 2005 | London                                    | Syd                            | |
| 2007 | TMNT                                      | Casey Jones                    | Endast röst |
| 2007 | Sunshine                                  | Robert Mace                    | |
| 2007 | Fantastic Four: Rise of the Silver Surfer | Johnny Storm / Human Torch     | |
| 2007 | The Nanny Diaries                         | Hayden "Harvard Hottie"        | |
| 2007 | Battle for Terra                          | Stewart Stanton                | Endast röst |
| 2008 | Street Kings                              | Detektiv Paul Diskant          | |
| 2009 | Push                                      | Nick Gant                      | |
| 2009 | The Loss of a Teardrop Diamond            | Jimmy Dobyne                   | |
| 2010 | The Losers                                | Jake Jensen                    | |
| 2010 | Scott Pilgrim vs. the World               | Lucas Lee                      | |
| 2011 | Puncture                                  | Michael David "Mike" Weiss     | |
| 2011 | Captain America: The First Avenger        | Steve Rogers / Captain America | Scream Awards för Best Superhero |
| 2011 | What's Your Number?                       | Colin Shea                     | |
| 2012 | The Avengers                              | Steve Rogers / Captain America | MTV Movie Awards för Best Fight (tillsammans med Robert Downey, Jr., Mark Ruffalo, Chris Hemsworth, Scarlett Johansson och Jeremy Renner vs. Tom Hiddleston) |
| 2013 | The Iceman                                | Robert "Mr. Softee" Pronge     | |
| 2013 | Snowpiercer                               | Curtis                         | |
| 2013 | Thor: The Dark World                      | Steve Rogers / Captain America | Cameoroll |
| 2014 | Captain America: The Winter Soldier       | Steve Rogers / Captain America | |
| 2014 | Playing It Cool                           | Berättaren                     | |
| 2014 | Before We Go                              | Nick Vaughan                   | |
| 2015 | Avengers: Age of Ultron                   | Steve Rogers / Captain America | |
| 2015 | Ant-Man                                   | Steve Rogers / Captain America | Cameoroll |
| 2016 | Captain America: Civil War                | Steve Rogers / Captain America | |
| 2017 | Gifted                                    | Frank Adler                    | |
| 2017 | Spider-Man: Homecoming                    | Steve Rogers / Captain America | Cameoroll |
| 2018 | Avengers: Infinity War                    | Steve Rogers / Captain America | |
| 2019 | Captain Marvel                            | Steve Rogers / Captain America | Cameoroll |
| 2019 | Avengers: Endgame                         | Steve Rogers / Captain America | |
| 2019 | The Red Sea Diving Resort                 | Ari Levinson                   | |
| 2019 | Knives Out                                | Ransom Thrombrey               | |
| 2020 | Defending Jacob                           | Andy Barber                    | |
| 2021 | Free Guy                                  | Sig själv                      | Cameoroll |
| 2021 | Don't Look Up                             | Devin Peters                   | Okrediterad cameoroll |
| 2022 | Lightyear                                 | Buzz Lightyear                 | Endast röst |
| 2022 | The Gray Man                              | Lloyd Hansen                   | |